# Projeccionista

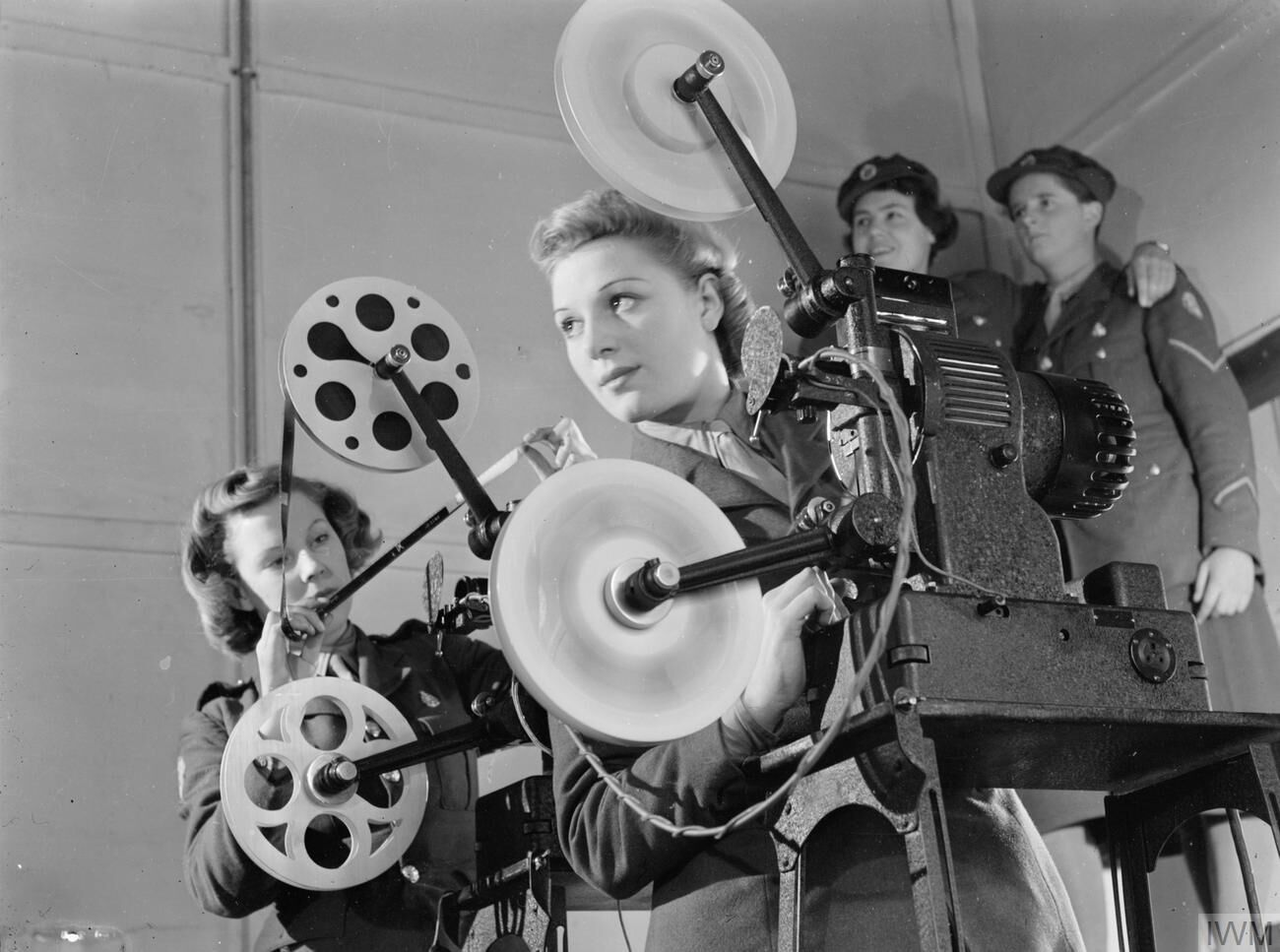
Projeccionistes de cinema. Aldershot, Hampshire, Anglaterra, 1941.

El projeccionista de cinema és la persona que està a càrrec de tot el material de projecció de films. La seva funció és assegurar-se de que tot funcioni amb normalitat i la pel·lícula es pugui visionar correctament. També s'encarrega del manteniment general de l'equipament. Entre les tasques que du a terme trobem la de preparar el material, coordinar la pel·lícula amb els efectes sonors i la il·luminació, definir l'hora de l'inici de la projecció, controlar l'equipament durant la projecció i arreglar ràpidament els problemes que pugui haver-hi durant aquesta.
La seva funció és necessària tant a petites sales de cinemes independents com a grans multicines, tant amb pel·lícules analògiques com les que tenen base digital.

## Projecció analògica
Al arribar una pel·lícula de forma tradicional a una sala de projeccions està dividida en petits carrets ja que d'aquesta manera es facilita el seu transport. Aquests carrets han de ser ajuntats en una font major per a poder ser projectats. Seguidament es carrega la pel·lícula al projector controlant que aquesta no quedi molt tensa ja que podría trencar-se. Depenent de si s'utilitza un plat més gran o dues bobines la disposició serà diferent. En el primer cas es comptarà d'un sol rotllo col·locat al plat major mentre que en el segon cas el film estaría dividit en dos rotllos que el projeccionista hauria de canviar un cop s'acabès el primer. Aquesta canvi s'ha de fer ràpidament per a que l'espectador no percebi res en la projecció. Un altre factor que ha de tenir en compte és el format en el que es projectarà ja que la lent del projector canvia depenent de si és "widescreen" o "cinemascope", format més més ample. En el cas de que es vulguin projectar anuncis prèviament el projeccionista serà l'encarregat d'empalmar-los amb el rollo de la pel·lícula.

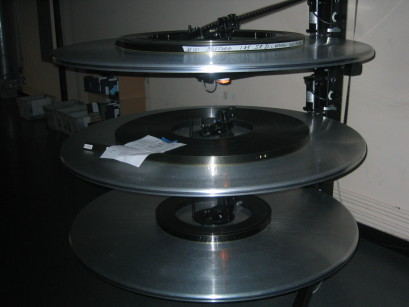
Pel·lícules de 35mm col·locades als plats.

Després de la projecció s'ha d'assegurar que tot l'equip queda net, el rollo (o rollos) del film es tornen a guardar amb els carrets més petits i la bombeta del projector es troba en bon estat.
En el cas de cinemes IMAX la principal diferència es troba en el suport on van gravades les imatges de forma que es passa de tenir un 35mm a tenir-ne 70. Per aquest motiu la feina del projeccionista no varia ja que el seu funcionament és exactament igual al de la projecció convencional.

## Projecció digital

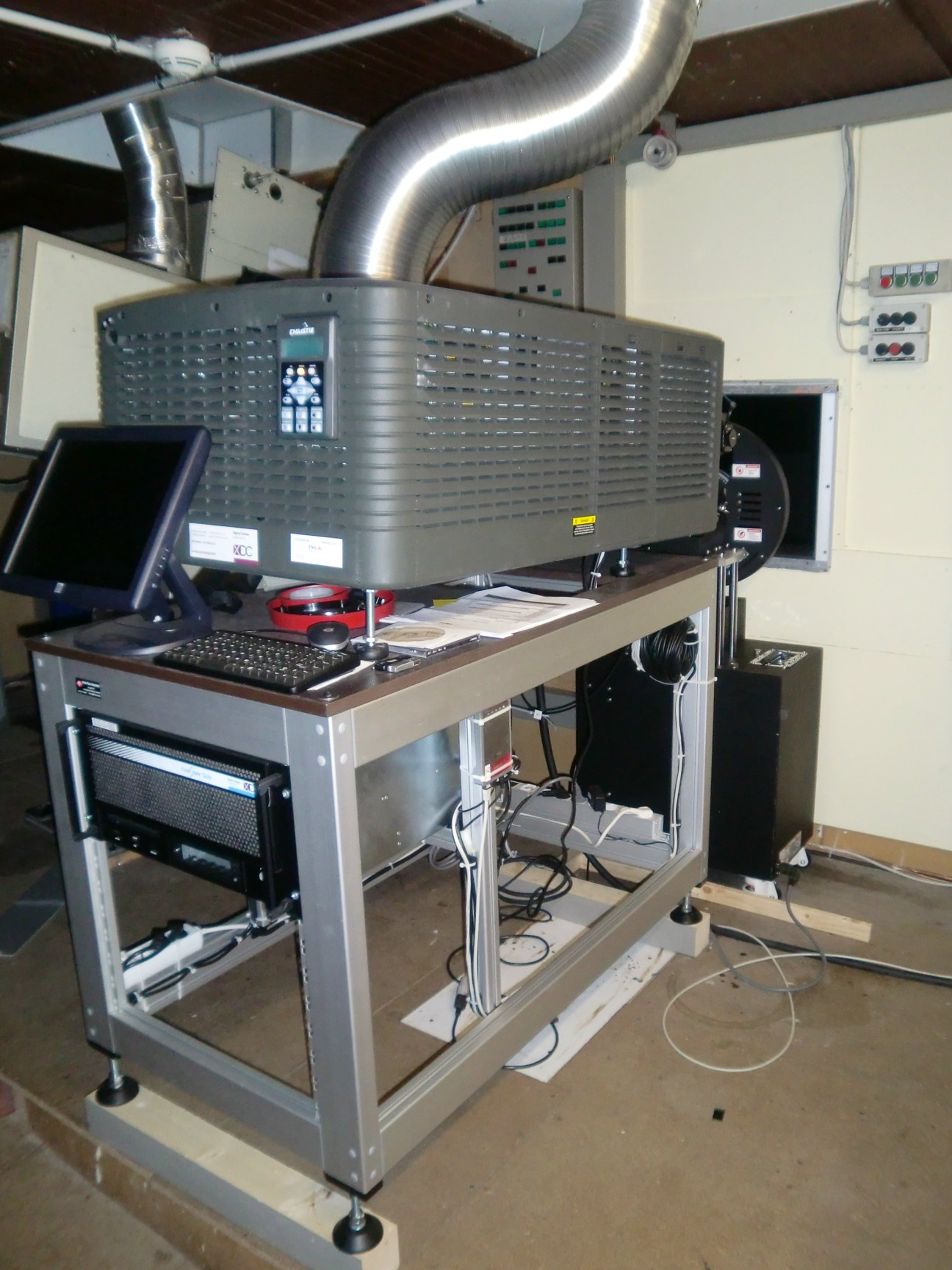
Projector digital

En el cas de la projecció digital la feina del projeccionista es veu reduïda ja que no ha d'empalmar els diferents carrets de pel·lícula ni els anuncis sinó que es pot fer tot d'una manera més ràpida de forma digital. És per això que han de tenir més coneixements informàtics per a poder fer funcionar aquest format i solucionar qualsevol problema que hi hagi durant la projecció. Alhora han de controlar les lents i la llum ja que encara que les imatges estiguin creades de manera digital el projector segueix funcionant mitjançant un feix de llum i un seguit de lents. Aquesta millora tecnològica també ha implicat que un mateix projeccionista s'hagi d'encarregar de moltes projeccions a diferents sales alhora i, per tant, la seva feina en realitat augmenti.
Aquests projectors també necessiten manteniment per a que el seu funcionament adequat i el projeccionista seguirà sent-ne l'encarregat.